# Батони, Помпео
Помпео Джироламо Батони (итал. Pompeo Girolamo Battoni; 25 января 1708, Лукка — 4 февраля 1787}}, Рим) — итальянский живописец и рисовальщик академического направления римской школы. Один из самых успешных и востребованных итальянских живописцев XVIII века. Родоначальник жанра парадного репрезентативного портрета.

## Биография
Батони родился в Лукке, Тоскана, в семье золотых дел мастера, ювелира Паолино Баттони и и Кьяры Сести. В 1727 году Батони уехал в Рим, где вначале зарабатывал на жизнь рисованием античных статуй. В Риме Батони учился живописи у Агостино Мазуччи, Себастьяно Конки, а также прошёл период обучения в мастерской Франческо Фернанди (Империали), занимаясь в основном копированием работ Рафаэля и Аннибале Карраччи.
В апреле 1732 года художник познакомился с графом Форте Габриелли, графом Баккареска (Forte Gabrielli, conte di Baccaresca) из Губбио, который заказал ему знаменитую «Мадонну на троне с Младенцем и четыре святых и блаженных из семьи Габриелли ди Губбио» (1732—1733), второй вариант картины хранится в Венеции, в Галерее Академии. Затем последовали и другие заказы, в том числе алтарный образ для церкви Святых Цельса и Юлиана и «Низвержение Симона Волхва» для базилики Святого Петра в Ватикане (ныне в церкви Санта-Мария-дельи-Анджели-э-дей-Мартири). «Экстаз святой Екатерины Сиенской» в Национальном музее виллы Гуиниджи в Лукке датируется 1743 годом.
В 1741 году Помпео Батони был принят в члены Академии Святого Луки. Картины работы Батони имели успех, особенно после того, как его соперник Антон Рафаэль Менгс, представитель раннего неоклассицизма, переехал в 1761 году в Мадрид.

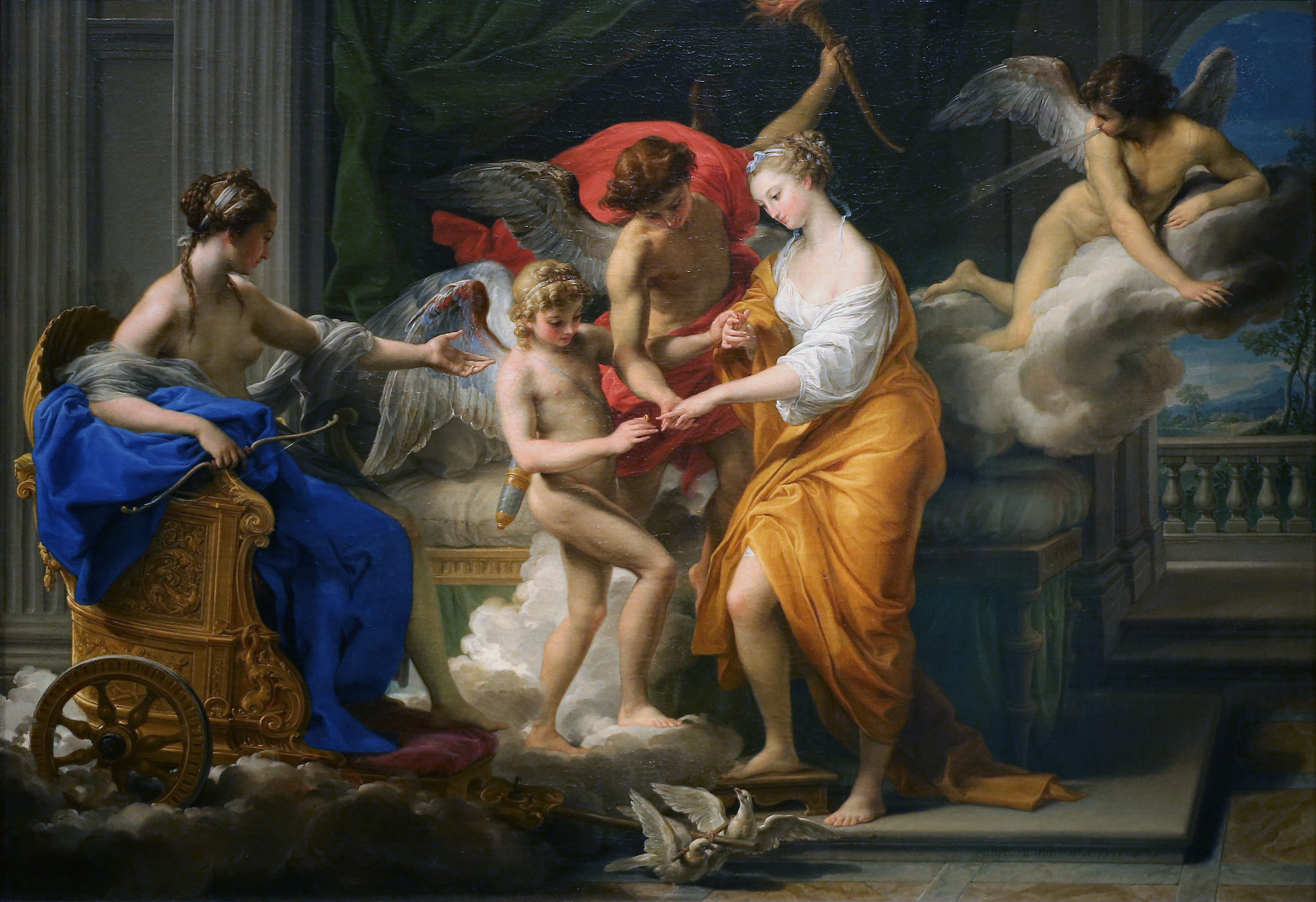
Бракосочетание Купидона и Психеи. 1756. Холст, масло. Берлинская картинная галерея

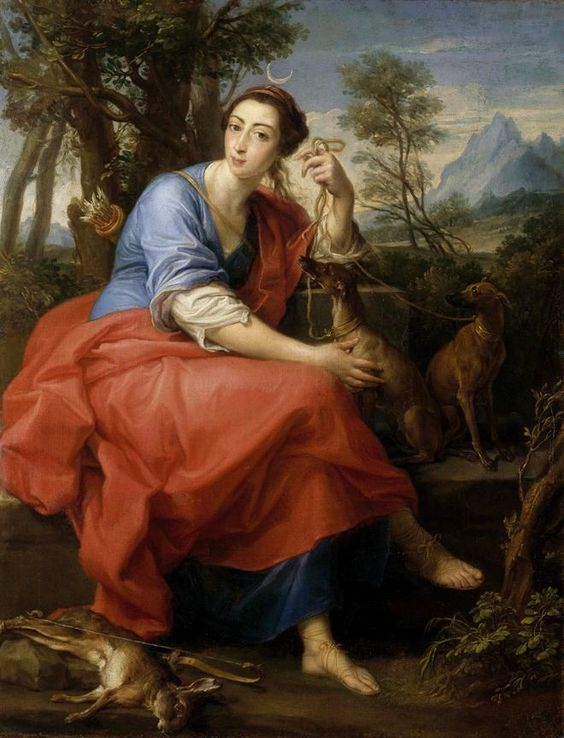
Маркиза К. Габриелли в образе Дианы. 1751. Холст, масло. Национальная галерея Ирландии, Дублин

Батони стал хранителем папских коллекций в Ватикане. Представители европейской аристократии мечтали получить свой портрет от Батони, а дом живописца сделался местом встреч многих деятелей искусства того времени. В число его друзей входил Винкельман, и, подобно ему, Батони стремился в своей живописи к умеренному неоклассицизму, подражая картинам старых мастеров и выдающихся предшественников, в частности, Рафаэля и Пуссена.
Батони создал моду на так называемые «портреты гран-тура». Посещая Рим, обеспеченные путешественники не упускали случая заказать себе портрет от известного живописца. Батони изображал именитых путешественников в окружении древностей, античных руин и произведений искусства. Таких портретов он создал свыше двухсот, и чем больше их появлялось в британских частных коллекциях, тем большую популярность приобретал этот жанр в Великобритании. Среди портретируемых были император Австрии Иосиф II, Леопольд II (император Священной Римской империи), папа Пий VI, кардиналы Никола и Леонардо Антонелли. Портреты заказывали и вельможи Российской империи, например, граф К. Г. Разумовский и князь А. М. Голицын.
К старости здоровье художника ухудшилось, и он умер в Риме 4 февраля 1787 года в возрасте семидесяти девяти лет. Батони был похоронен в приходской церкви Сан-Лоренцо-ин-Лучина. Исполнителями его последней воли были кардинал Филиппо Карандини и шотландский антиквар Джеймс Байерс, но имение Батони было объявлено неплатёжеспособным и его вдова была вынуждена писать великому герцогу Тосканы, умоляя о финансовой помощи. В обмен герцог получил незаконченный автопортрет Батони, который сейчас находится в музее Уффици. Ходят слухи, что Батони перед смертью завещал свою палитру и кисти Давиду Жак-Луи со словами «Только мы с тобой можем называть себя художниками».

## Личная жизнь
Батони был дважды женат: в 1729 году — на Катерине Сетти (умерла в 1742 году), а позднее, в 1742 году — на Лючии Фаттори. Из его двенадцати детей трое сыновей были его помощниками в занятиях искусством. Начиная с 1759 году Батони жил в большом доме на Виа Бока ди Леоне в Риме, где размещалась его мастерская, выставочные комнаты и школа рисунка.

## Творчество
На ранние произведения художника оказывали влияние традиции искусства итальянского барокко. Индивидуальный стиль и манера живописи Батони впервые проявились в произведениях 1730-х годов. С годами стиль художника менялся. Наряду с живописцами начала XVII века, среди которых на первом месте были художники болонской школы Гвидо Рени и Доменикино, на искусство Батони повлияли мастера позднейшего времени с их богатой палитрой — такие как Федерико Бароччи и Бенедетто Лути. Также не исключено влияние Корреджо и Пуссена. Однако важнейшим предшественником художника стал Рафаэль. Батони восхищался выразительностью фигур, классически-гармоничной композицией его картин. Благодаря изучению рафаэлевского наследия художественный язык Батони с течением времени становился более ясным и строгим.
Батони был выдающимся рисовальщиком, и его рисунки античных древностей являются наиболее ценной частью его графического наследия.

## Портреты Гран-тура

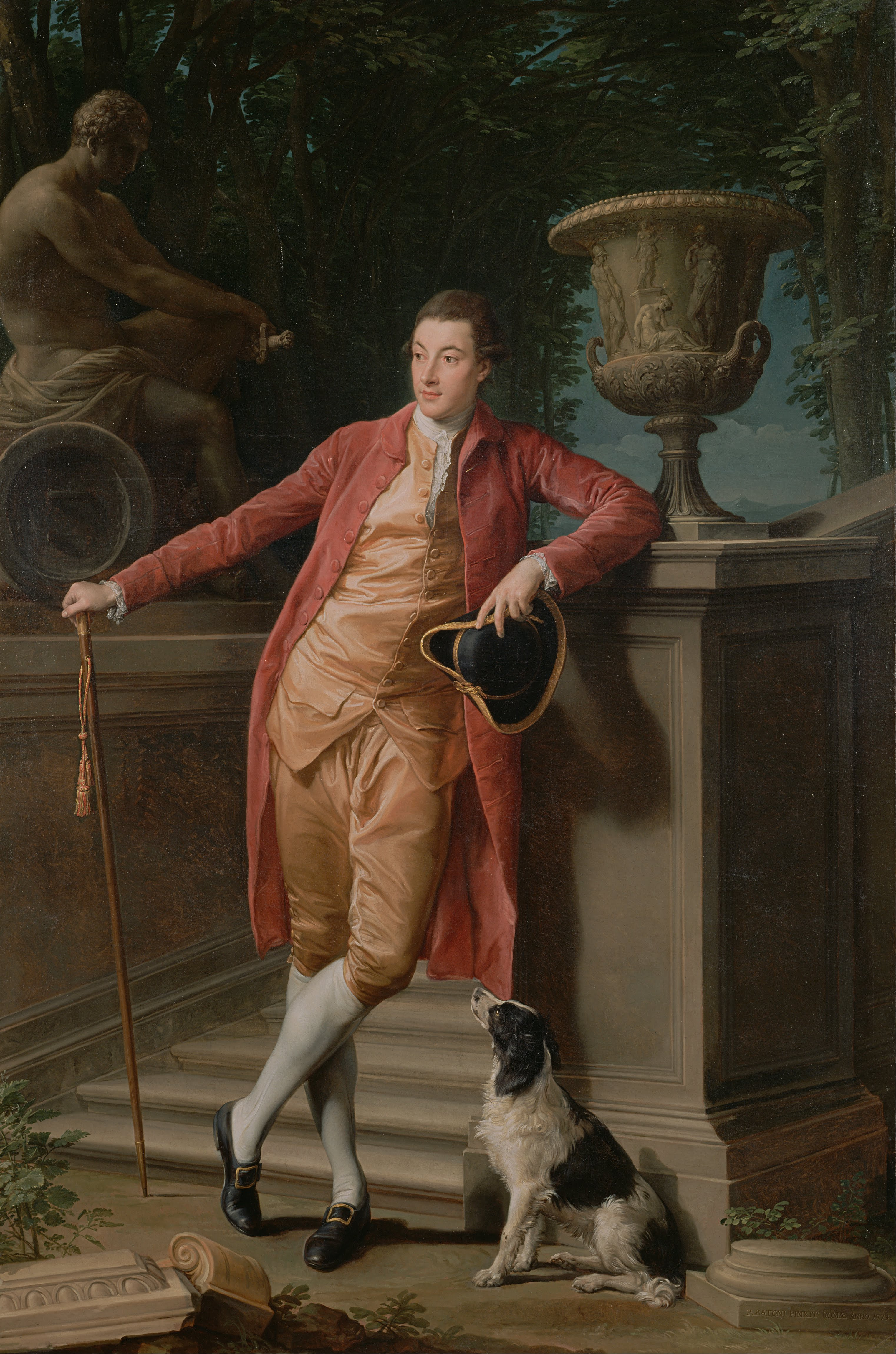
Джон Четвинд-Тэлбот, 1-й граф Тэлбот. 1773. Холст, масло. Центр Гетти, Лос-Анджелес
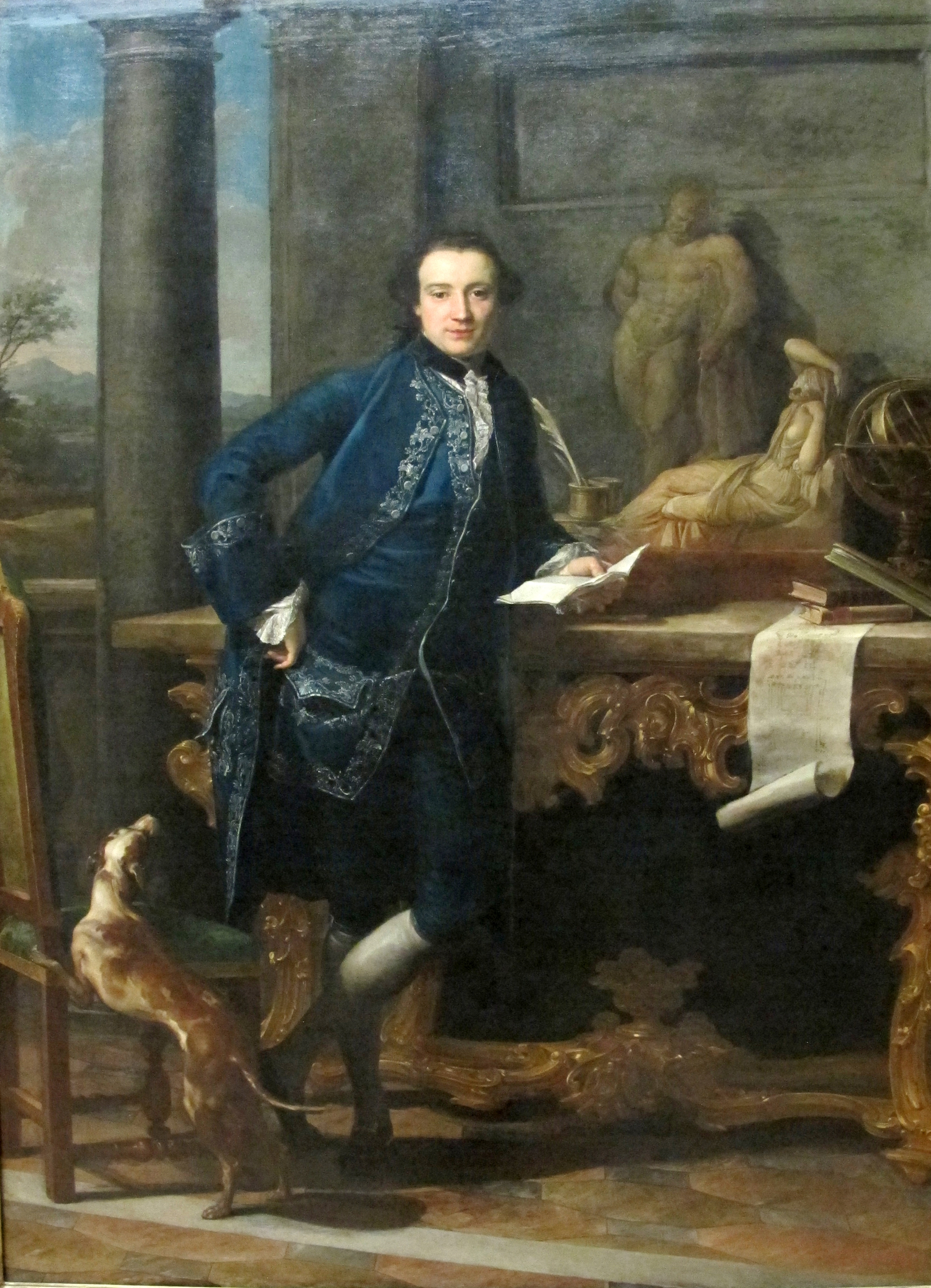
Чарлз Джон Кроуль. 1761-1762. Холст, масло. Лувр, Париж
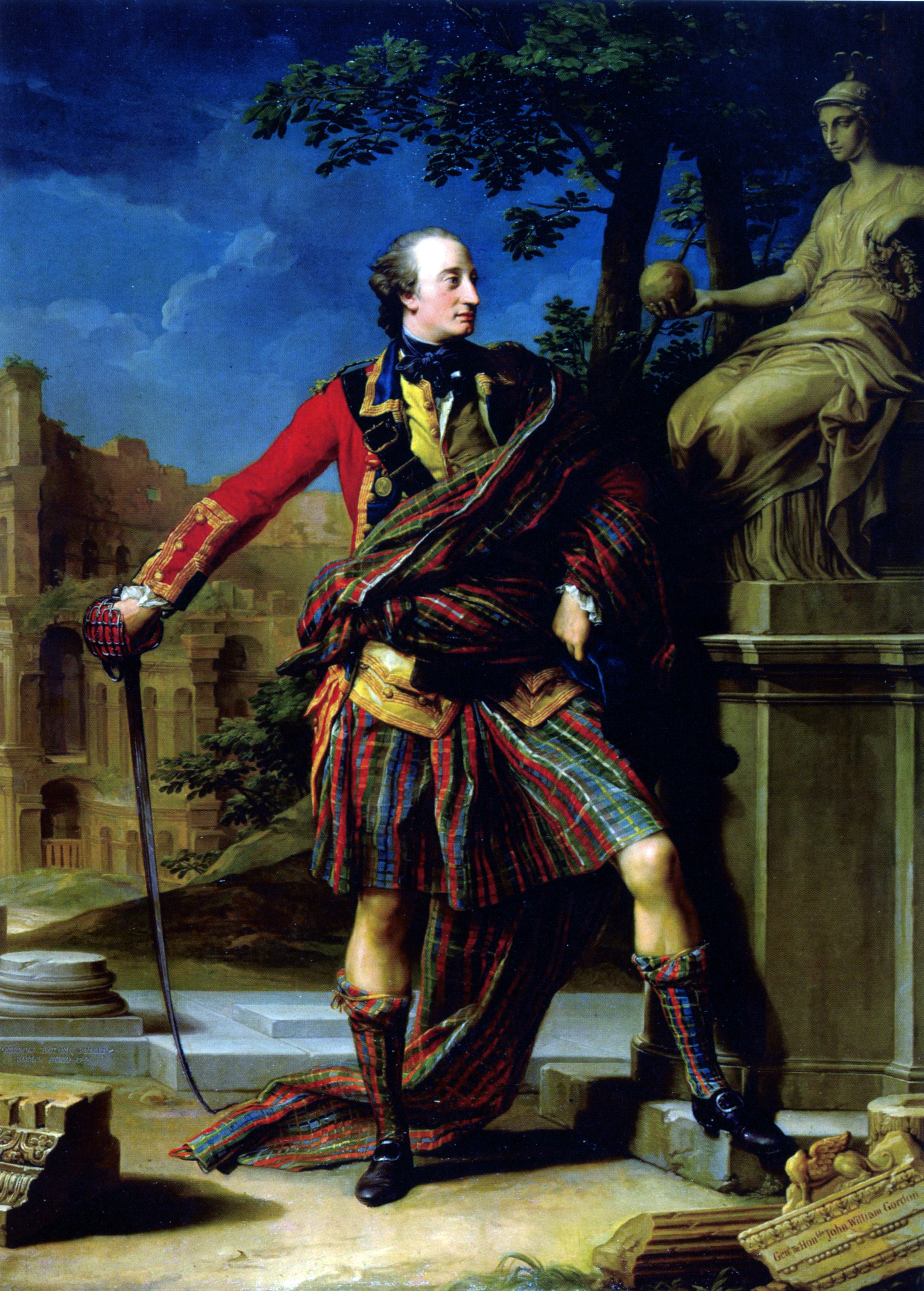
Уильям Гордон. 1765. Холст, масло. Частное собрание
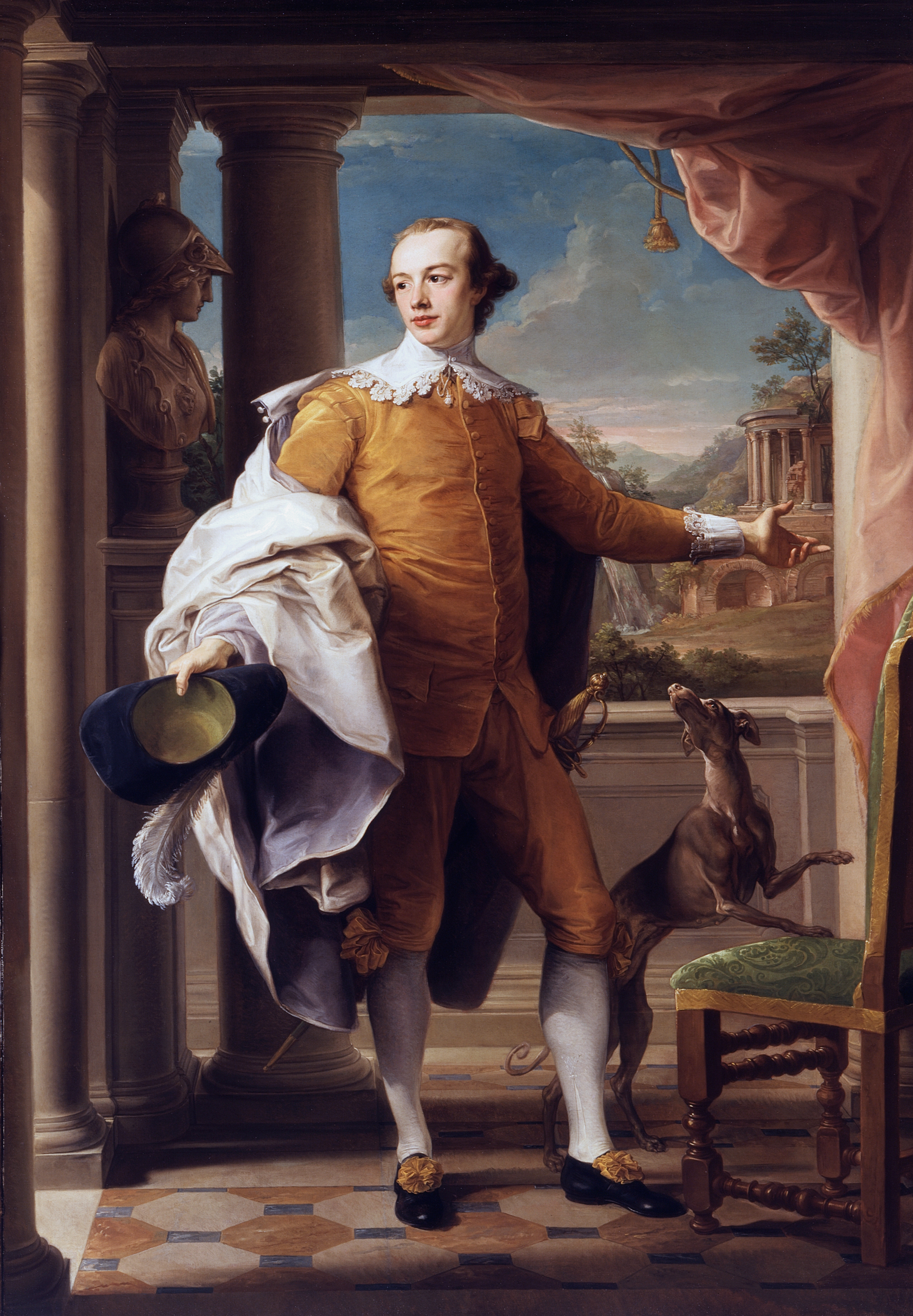
Сэр Нэтчбулл-Уиндэм, шестой баронет. Ок. 1758. Холст, масло. Музей искусств округа Лос-Анджелес, США
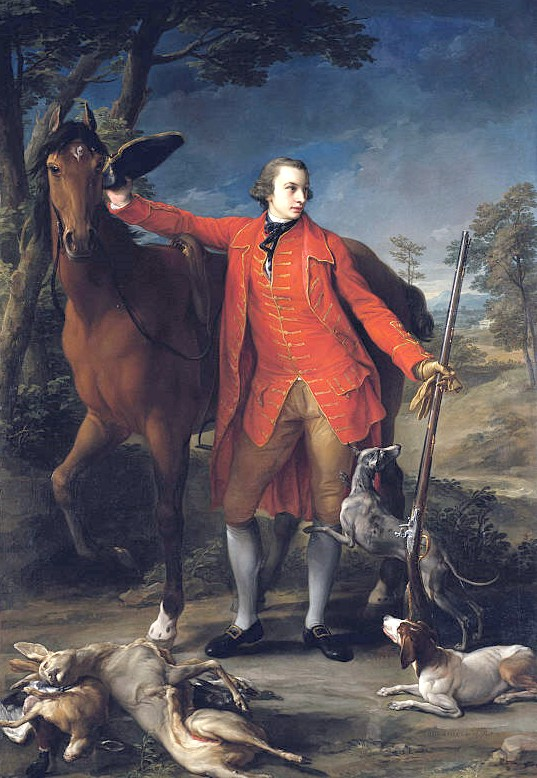
Александр Гордон, 4-й герцог Гордон. 1764. Холст, масло. Национальная шотландская галерея, Эдинбург
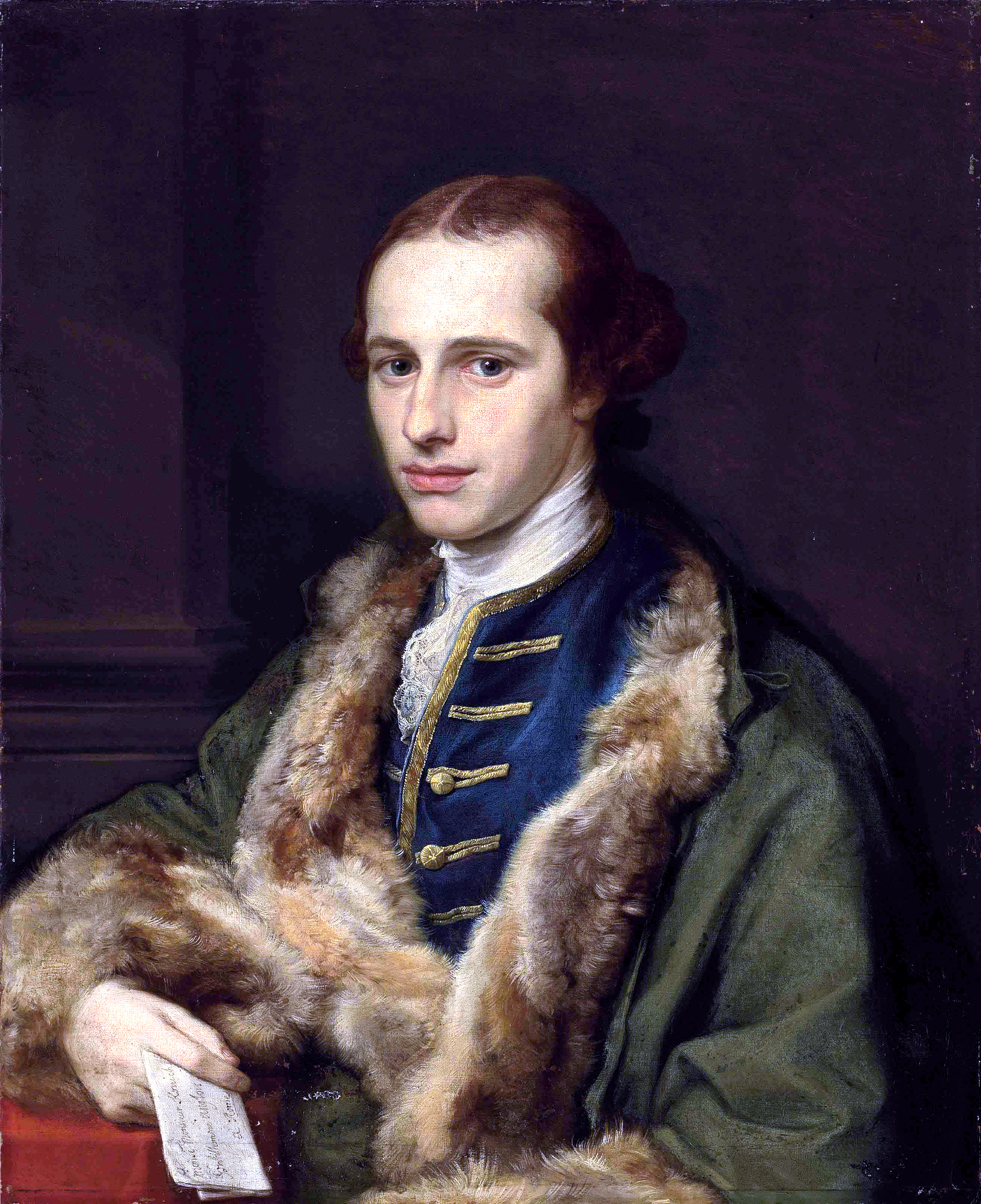
Преподобный Томас Керрич. Ок. 1774. Холст, масло. Гелдестон-холл, Норфолк
Леди Мэри Фокс. 1767. Холст, масло. Частное собрание